# 한국창조과학회
한국창조과학회(韓國創造科學會, 영어: Korea Association for Creation Research)는 창조과학을 주장하는 대한민국의 단체이다. 창조과학을 옹호하며, 생물학, 지질학, 천문학 등의 자연과학 학문을 성경적 관점에서 해석하는데에 중점을 두고 있다. 축자영감설에 따라 구약성서의 창세기에 나오는 천지창조가 문자 그대로 사실이며, 주류 패러다임의 과학적 모델들을 부정하고 젊은 지구 창조설이 과학적으로 증명 가능하다고 주장한다. 이러한 생각을 바탕으로, 이들은 과학 교육과정과 교과서에 젊은 지구 창조설이 포함되기를 요구한다. 학술적인 연구가 전혀 진행된 적이 없어 과학 학회가 아닌 일종의 언론집단에 가까우며, 학계에서는 과학을 부정하는 종교적 반과학 단체로 보고 있다.

## 역사
1980년 8월 12일에서 15일 사이에 재림교 출신의 조지 맥크리디 프라이스가 저술한 《새로운 지질학》이란 책의 주장에 영향을 받은 미국 창조과학회의 헨리 M. 모리스와 듀안 T. 기쉬(Duane T. Gish)와 같은 사람들이 한국을 방문하여 창조과학을 전파하였고, 이에 조직신학자 안명준이 제안하여 당시 진화생물학 및 우주천문학과 연관성이 적은 이공계 전공자들 중 반도체물리학자 양승훈이 재료공학자 김영길 교수를 초대 회장으로 하여 식물생리학자 이웅상교수와 함께 1981년 1월 31일에 한국창조과학회를 설립하였다.
일반적으로 현대 지질학에 대한 반대로 시작되었지만, 초기에 진화생물학, 지질학 및 천문학 분야의 전공자가 없는 상태에서 출발하여 학문적 한계를 가지고 있었다. 근본주의적 축자영감설의 해석을 견지하며 우주 및 지구 연대를 6천년-1만년 등으로 매우 짧다고 주장하는 젊은 지구 창조설을 주장하고 있다. 기독교 창조론을 과학적으로 증명하려는 태도로 인해 기존 천문학과 생물학 그리고 지질학계의 주장과는 정면으로 배치되는 주장을 하고 있으며, 일각에서는 사이비 과학이라는 비판을 받고 있다.

### 일부 회원들의 이탈과 탈퇴
창립멤버였던 물리학자 양승훈과 조직신학자 안명준 등은 이들의 반과학성을 이를 지적했지만, 지적을 수용하지 않아 이들은 창조과학회에서 제명과 탈퇴를 하게 되었다.

## 위치 및 연혁
현재 서울시 강남구 개포로 668 (일원동) 강남빌딩 5층에 위치한다.
- 1981년 1월 31일: 한국창조과학회 창립
- 1990년 11월 12일: 사단법인 한국창조과학회 설립인가
- 1997년 9월: 한국창조과학회 홈페이지 개설

## 신념
한국창조과학회의 신념을 요약하자면 다음과 같다.
1. 성경은 절대적으로 옳으며, 역사적, 과학적 사실을 담고 있다.[9]
2. 진화론은 무신론적이며 인본주의적이므로 복음 전파의 장애물이다.[10]
3. 진화는 거짓이다.[11]
4. 현대 과학이 서술하는 자연사가 완전히 틀렸다는 것이 계속해서 증명되고 있다.[12]
5. 축자영감설에 입각하여 젊은 지구 창조설을 입증하는 창조과학만이 현대 과학의 올바른 대안이다.[13]
6. 공교육기관에서도 진화론 대신에, 혹은 진화론과 함께 기독교 창조론을 과학 시간에 가르쳐야 한다.[14]

## 청소년 대상 창조과학 교육활동
한국창조과학회에서는 '차세대 사역'의 일환으로 창조과학의 명칭을 '착한과학'으로 변형하여 2013년부터 중고생들 대상으로 창조과학 동아리 지원, 진로탐방, 창조과학회 참여자들에 의한 강연, 창조과학 탐사 등의 다양한 프로그램을 운영하고 있다.
2014년까지 한국창조과학회에서는 이 교육프로그램에 '착한과학 프로젝트'라는 명칭을 사용하였으나, 2015년에 그 명칭을 다시 '창조실험과학'으로 재변경하였다. 이와 관련하여 한국창조과학회는 출판, 미디어제작, 자료보급과 함께 청소년 대상 창조과학 교육 프로그램을 담당할 주식회사 착한과학을 설립하여 운영을 시작하였다.

## 비판
창조과학회는 관찰 가능한 현상인 진화를 비롯하여 다양한 과학적 사실들을 부정하므로, 주류 과학자들은 및 기독교인들은 창조과학회를 따르지 않는다. 유신진화론과 사이비과학인 창조과학으로 과학과 충분히 대립하지 않을 수 있는 창조론을 유사과학적 틀에 가두어 버림으로서 기독교를 반지성주의에 물들게 하고, 신학적 깊이를 얕게 만들었다는 비판을 받는다.

### 과학 학회로서의 논란
이들은 논문의 인용에 있어서 많은 오류를 범하고 어떠한 과학 학회로서의 활동도 하고 있지 않기 때문에 일종의 언론기관에 가깝다. 또한, 내용의 과학적 자문 없이 어린이용 서적도 만들어 논란이 있다. 과학자들은 이런 문제점들을 지적하며, 창조과학회가 과학학회가 아님을 분명히 이야기하고 있다. 심지어는 종분화가 대진화와 같은 정의를 가짐에도 이것이 다르다는 식의 억지 주장들을 함으로서, 과학계에서 기본적으로 가진 정의들을 왜곡하는 것이 일반적이다.

### 편향적이고 정치적인 교과서 개정 시도
한국창조과학회는 기독교 창조론을 정규 과학과목 교과서에 포함시켜 가르쳐야 한다며, 학술연구 결과에 의한 주장이 아니라 헌법소원 등의 과학 외적인 방법으로 교육계에 압력을 행사하고 있다. 미국에서는 이와 유사한 사례로 미국 수정 헌법 제1조에 명시된 정교분리의 원칙에 입각하여 지적설계론 및 기독교 창조론을 초·중등 과정의 과학교육 시간에 가르치도록 강제하는 것은 위헌이라는 판례가 존재한다.

### 사이비 및사이비과학
사이비과학의 일종인 창조과학을 참이라 주장한다. 이들은 자신들이 사이비과학자가 아니라고 주장하기도 하나, 과학적 방법론을 이용한 논문은 전무하고 이들이 주로 비판하는 분야와는 다른 분야를 전공한 공학자들인 경우가 대부분이다. 극소수의, 생물학을 전공하는 창조과학 신봉자도 있으나 이들은 더 이상 연구활동을 진행하지 않거나, 연구가 진화와 무관하다.

### 근본주의 개신교
한국창조과학회는 젊은 지구 창조설을 지지하고, 이를 과학적으로 증명하고자 하는 목적으로 결성된 단체이며, 기독교 근본주의적인 일부 침례교, 재림교, 형제운동 등이 지지하는 축자영감설에 기초한 기독교 세계관만을 고집하기 때문에 현대과학의 연구 성과에 상대적으로 타협적인 오랜 지구 창조론 및 지적설계론은 지지하지 않는다. 지구의 나이에 대해서는 창조과학 내에서도 의견이 엇갈린다고는 하지만, 한국창조과학회의 핵심적인 인물들은 기독교 성경의 창세기 1장 및 2장에 기술된 6일간의 천지창조를 글자 그대로 받아들이지 않는 모든 입장에 대해서 "신앙이 과학에 타협한 결과"라고 비난하고 있다. 또한 한국창조과학회는 젊은 지구 창조설을 지지하지 않고 오랜 지구 창조설을 지지한다는 이유로 2008년에 한국창조과학회의 창립 멤버인 양승훈 교수를 제명한 바 있다.
이들의 문자주의는 극단적인 문자주의로, 이것은 성경의 권위와 무오를 주장하기 위해 모든것을 문자적으로 해석해야 하는 주장에 해당한다. 그들 스스로가 아니라고 주장하기도 하나, 이는 사실과 정반대로, 극단적인 문자주의가 아닌 복음주의권에서는 명백한 사실인 진화를 받아들인 진화적 유신론이 일반적으로 받아들여지고 있다.
무엇보다 창조과학의 지지자들은 창조과학에 대해 반증 가능성을 전혀 고려하지 않기 때문에 과학적인 의미가 있는 토론과 논쟁이 불가능하다는 비판을 받고 있다.

### 제칠일 안식교와통일교
창조과학회가 주장하는 내용은 안식교도인 조지 맥크리디 프라이스에서 기원한다. 이들은 "안식교의 교리, 종말론과 구원론을 결코 따르지 않는다"고 주장한다. 제칠일 안식교에서 작성된 출처를 참고하기도 한다.
또한 이들은 초기에 통일교단체로 오인받기도 했는데, 이것은 그들이 진화를 부정하기 위해 통일교출신 레퍼런스인 조나단 웰스의 사이비과학 서적인 "진화론의 우상들"을 인용하기 때문이며, 이들은 여전이 해당 책을 인용하고 있다.

### 낮은 신빙성과 의도적인 왜곡
창조과학회에서는 진화론이 단지 진화 생물학만이 아니라 빅뱅 이론, 화학진화, 고고학, 천문학, 지질학 등의 넓은 분야에 걸쳐 있다는 주장을 하나, 이는 논리의 비약으로 끊임없이 지적받고 있다. 때때로 창조과학회에서는 다른 과학 논문을 인용하기도 하나, 원래의 내용을 왜곡하거나, 일부만 체리 피킹하여 사용하는 등의 행위를 보이고 있다. 다음은 창조과학회에서 인용하는 논문 중 문제가 되고 있는 주제의 예시들이다.
1. 달의 충돌구에 관한 새로운 과학적 발견을 가지고, 이것이 달의 나이, 지구의 나이 및 진화론에 위협이 된다는 주장을 아무런 인용없이 했다.[38]
2. 창조과학회는 달 표토의 헬륨-3 함유량과 달의 나이에 대한 글을 쓰면서  "RATE에서 태양의 활동은 훨씬 더 왕성했을 것이라고 제안했다는 점이나, "필자의 생각에는 양성자 평균 밀도에 대한 H-3의 기여를 2×10^-5, He-3의 기여를 1/12×1.6×10^-4로 가정하는 것이 적절"하다고 주장하는 점에 대해 아무런 이유 제시도, 인용도 하지 않아 논란이 있다.[39]
3. 창조과학회는 캄브리아기의 대폭발 현상을 창조의 근거로 삼았으나,[40] 에디아카라 동물군의 발견으로 캄브리아기의 대폭발이 받아들여지지 않게 되자, 이 발견이 진화론의 기초를 무너뜨린다고 주장했다.[41] 그런데, 여기에서 이들이 인용한 논문들은 진화의 과정을 연구하는 내용이며, 긴시간에 걸쳐 진화한 모습들을 서술한다.[42][43]
4. 창조과학회는 굴의 진화에 관한 논문을 인용하며, 굴의 진화가 잘못되었고, 그저 주변의 환경에 따라 다른 무늬가 되는거라고 주장하였으나,[44] 그들이 글에서 언급한 1922년 원본 논문과 재발견 논문, 그리고 인용된 서적에는 이 발견이 쥐라기 시절 굴의 화석이며, 다른 서식지에 따라 다르게 진화해 온 과정을 이야기하고 있다.[45][46][47]
5. 창조과학회는 현화식물의 화분에 대해 고식물학적 수수께끼이며, 새로 발견된 화분의 화석으로 진화론을 부정한다고 쓰고 있는데,[48] 이 화석을 발견한 실제 논문을 보면, 이것은 초기 단계의 현화식물 진화를 증명하는 매우 중요한 증거가 된다고 쓰여있다.[49]
6. 창조과학회는 고대 지구에선 산소의 양이 많았다고 주장하며, 밀러 실험과 화학진화를 비판하는 글을 썼다.[50] 그러나 이 주장에 나온 인용 자료는 산소가 어떻게 발생하는지에 관한 내용이었다.[51] 창조과학회는 원시대기를 산화성이라고 주장했으나, 2011 논문에서는 달의 대기 분석을 통해 원시대기가 환원성이었다는 것을 이야기하고 있었다.[52]
7. 창조과학회에서는 또한 쥐라기에서 다람쥐와 유사한 포유류 화석이 발견된 것을 가지고, "그들이 다람쥐처럼 보였다면, 아마도 그들은 다람쥐였을 것이다."라는 비약을 하며, 이것이 진화론적 패러다임과 들어맞지 않는 이유라고 했다.[53] 인용한 논문을 보면, 이것은 다람쥐와 유사한 포유류일 뿐 다람쥐는 아니며, 이 화석은 중이의 뼈 형태가 포유류의 진화를 지지한다고 나와있다.[54]
8. 또한, 과학에서 사용하는 용어를 왜곡하여, 진화에 영향을 주는 항시 증가하는 유전정보(과학에서의 정의는 유전자 다양성)가 증가하지 않는다는 비주류 주장을 펼치는데, 이러한 잘못된 주장에서 재정의하는 유전정보는 유전자의 총량, 새로운 기능, 유전체의 총량을 섞어쓰며, 각각의 분리된 정의에서의 정보는 항시 증가한다는 점은 이미 알려진 부분이다.[55] 예를 들어 새로운 기능이 형성되는 겸형 적혈구 유전자나 대장균의 장기간 진화 실험에 대해서는 유전자의 총량이 증가하지 않았다고 주장하며, 유전체의 총량이 증가하는 유전자 중복과 같은 현상에서는 새로운 기능이 생기지 않았다고 주장하며, 유전자의 총량이 증가하는 트랜스포존과 같은 것에서는 유전체의 총량이 증가하지 않았다고 주장한다. 심지어는 셋 모두가 증가하는 플라스미드나 용원성 생활사 바이러스의 예에서는 이들에 대한 이해가 부족한 주장을 한다.
9. 또한, ENCODE project의 정의를 제대로 이해하지 못하고, 마치 정크 DNA라는 개념이 사라졌다고 주장하기까지 하는 것이다. (Junk DNA는 유전자가 아닌 부분을 이야기하는 것이며, 그 기능이 있다고 해서 앞의 유전자 중복과 같은 현상들에 영향을 주는 것이 아니다.)[56]
10. 이와 비슷한 주장으로 "이로운 변이가 존재하지 않는다"라는 식의 주장도 있는데, 이 역시 위의 유전정보에 대한 주장과 마찬가지로 어떠한 근거도 없는 주장으로서, 변이의 유리함과 불리함은 환경에 따라 결정되는 것이므로 모든 변이는 유리한 변이가 될 수도, 불리한 변이가 될 수도 있다는 사실을 이용한 말장난에 가깝다. 이들은 초파리의 변이의 한 종류인 안테나페디아의 사진을 공개하면서 이것이 불리한 변이라고 주장하는 경우가 많은데, 실제로 이 변이 역시 특정 환경에서는 유리한 변이로 작용한다는 사실이 알려져 있다.[57]
11. 창조과학회에서는 마치 과학자들이 새로운 발견을 했을 때 이것에 대해 언급하지 않는 것처럼 주장하는 경향도 있으며, 이럴 경우 의도적으로 원 논문에 대한 인용을 피하고 기사만을 인용하는 등 악질적인 왜곡을 서슴지 않는다.
12. 창조과학회의 추종자들은 창조가 이 세상의 근원이라고 주장하며, DNA 연구를 왜곡한다. 네안데르탈인과 인간에 관한 DNA 연구를 통하여 인류와 네안데르탈인이 상호 교배가 가능했음이 밝혀졌음에도, 이들은 그냥 두 개의 다른 종이라고 주장하며, 다지역 기원설이 힘을 얻는 와중에도 한 지역의 인류가 전 세계로 급격히 퍼졌음을 압도적으로 지지하고 있다고 오래된 주장을 한다.
13. 창조과학회의 추종자들은 이미 증명된 진화이론을 부정하며, 돌연변이는 많이 일어나나 그 돌연변이가 연속적으로 이어진다는 점이 아직까지 입증이 안 되었다는 주장을 하지만, 앞서 말한 "이로운 변이가 존재하지 않는다"와 같이 아무런 근거도 없으며, 생명의 연속성은 DNA의 서열 탐구를 통해 이미 밝혀진 사실이다.

### 가짜뉴스의 유포
NTD라는 언론사에서 해외의 연구를 바탕으로 쓰여진 기사를 엉터리로 번역해서 잘못 쓰여진 기사로 내었는데, 그대로 가져다가 그것이 마치 진화론을 무너뜨리는 것처럼 왜곡해서 기사를 썼다. 이와같은 무분별한 가짜뉴스의 유포로 인해 실제 연구의 결과를 왜곡하는 등의 행위를 저지르고 있다.

### 다양한 신학 해석 제한
창조과학회는 창조를 문자적으로 받아들여야만 한다는 주장을 통해 다양한 신학적 해석이 가능한 창조에 대한 해석 자체를 왜곡한다. 최소한 여러 과학적 견해들을 검토하고 그 가능성을 따져보아야 하는 열린 태도가 결여되있다. 그리고 그것을 통해 새로운 지평의 신학적 해석의 여지를 제한하고 있다.

### 청소년에 대한사이비과학교육
2013년부터 한국창조과학회는 착한과학이라는 명칭을 사용하였고, 2015년 주식회사 착한과학 설립 이후에는 창조실험과학이라는 명칭을 사용하여 청소년을 대상으로 창조과학 교육 활동을 활발히 하고 있는데, 특히 진화학 및 지질학 관련 강연 및 실습 프로그램에서 진화에 의한 종분화의 부정 및 노아의 홍수에 의한 단기간의 지층 형성 등 현대 과학의 추세를 무시하는 창조과학을 가르쳤다.

### 창조과학 운동에 대한 각계의 반대 성명
한국창조과학회는 여타 창조과학 운동들처럼 창조과학이 과학이라며 교육과정에 들어가야 한다고 주장한다. 하지만 미국의 다른 단체들에 의해 시행된 창조과학 운동에 대해 과학계와 교육계, 시민권단체, 장로교, 성공회, 천주교, 감리교에서 이미 반대 성명을 낸 적이 있다. 일반적으로 복음주의권에서도 창조과학을 받아들이지 않으며, 창조과학을 지지하는 단체는 극보수주의적 근본주의자들 뿐이다.
2017년 9월부터는 생물학연구정보센터(BRIC)에 몇몇 과학자들이 주축이 되어 창조과학의 해악성에 대해 알리는 릴레이 기고문을 게시하였다.

### 박성진사건
2017년, 본회의 이사로 활동하는 박성진이 장관 후보가 되면서 창조과학의 반과학, 비양심적 행동들에 대한 비판이 이어졌다. 후에 다양한 논란을 통해 자진해서 물러나게 되었다. 2017년 9월 인사청문회에서 부적격 보고서를 채택했다. 창조과학회 활동, 부동산 다운계약서 탈세, 주식 무상 증여 등이 논란이 되자 2017년 9월 15일 자진해서 사퇴했다.

## 같이 보기
- 김영길 (공학자)
- 유사과학
  - 창조과학
  - 지적설계
  - 평평한 지구 학회
- 창조론
  - 축자영감설
  - 반지성주의
  - 제칠일안식교
  - 통일교